# Janvilliers
Janvilliers település Franciaországban, Marne megyében. Lakosainak száma 159 fő (2022. január 1.). Janvilliers Margny, La Chapelle-sous-Orbais, Corrobert, Fromentières, Le Thoult-Trosnay és Vauchamps községekkel határos.

## Népesség
A település népességének változása:
| Lakosok száma | 120  | 89   | 104  | 118  | 162  | 169  | 167  | 171  | 172  | 159  |
|               | 1968 | 1982 | 1990 | 2006 | 2013 | 2015 | 2017 | 2019 | 2020 | 2022 |